# King Biscuit Flower Hour: Greatest Hits Live
King Biscuit Flower Hour: Greatest Hits Live — збірка англійської групи Emerson, Lake & Palmer, яка була випущена у 1997 році.

## Композиції
1. Peter Gunn Theme – 3:43
2. Tiger in a Spotlight – 4:22
3. C'Est la Vie – 4:21
4. Piano Improvisation – 5:39
5. Maple Leaf Rag – 1:17
6. "Drum Solo – 1:25
7. The Enemy God – 2:45
8. Watching Over You – 4:13
9. Pirates – 13:27
10. Fanfare for the Common Man – 8:20
11. Hoedown – 4:23
12. Still...You Turn Me On – 3:01
13. Lucky Man – 3:09
14. Piano Improvisation – 7:09
15. Karn Evil 9 – 34:31
16. Fully Interactive – 36:01

## Учасники запису
- Кіт Емерсон — орган, синтезатор, фортепіано, челеста, клавішні, орган Гаммонда, синтезатор Муґа
- Ґреґ Лейк — акустична гітара, бас-гітара, електрогітара, вокал
- Карл Палмер — перкусія, ударні